# وادي الذئاب العراق
وادي الذئاب العراق (بالتركية: Kurtlar Vadisi Irak)‏ فيلم تركي من إنتاج عام 2006 حقق شعبية هائلة وإقبالا واسعا أحداثه تستند إلى مسلسل تلفزيوني تركي حقق نسبة مشاهدة عالية في تركيا. تدور أحداث الفيلم في شمال العراق خلال فترة الغزو الأمريكي للعراق وتبدأ بأسر القوات الأمريكية لأحد عشر جندياً تركياً من القوات الخاصة. هناك بعض المراجع تشير إلى ارتباط أحداث الفيلم بأحداث واقعية أخرى مثل فضيحة أبو غريب إضافة لشخصيات حقيقية.
ميزانية الفيلم كانت بحدود 10.2 مليون دولار أمريكي مما يجعله أغلى فيلم تركي الإنتاج. حصد الفيلم أرباحا تقدر ب 24.9 مليون $  $22,100,000 في تركيا و$2,800,000 في أوروبا وشارك في هذا الفيلم النجم الأمريكي الشهير بيلي زني والنجم السوري غسان مسعود والممثل السوري جهاد عبدو وعدة نجوم أيضا.

## وصلات خارجية
- وادي الذئاب العراق على موقع IMDb (الإنجليزية)
- وادي الذئاب العراق على موقع روتن توميتوز (الإنجليزية)
- وادي الذئاب العراق على موقع ألو سيني (الفرنسية)
- وادي الذئاب العراق على موقع Turner Classic Movies (الإنجليزية)
- وادي الذئاب العراق على موقع أول موفي (الإنجليزية)
- وادي الذئاب العراق على موقع بوكس أوفيس موجو (الإنجليزية)
- وادي الذئاب العراق على موقع فيلمافينيتي (الإسبانية)
- وادي الذئاب العراق على موقع قاعدة بيانات الأفلام السويدية (السويدية)
- وادي الذئاب العراق على موقع قاعدة بيانات الفيلم (الإنجليزية)
- وادي الذئاب العراق على موقع ليتربوكسد (الإنجليزية)